# Limassol
Limassol hoặc Lemesos (tiếng Hy Lạp: Λεμεσός, Lemesos; tiếng Thổ Nhĩ Kỳ: Limasol hoặc Leymosun) là đô thị tự quản lớn nhất tại Cộng hòa Síp, với dân số 101.000 người, trong khi khu vực đô thị có dân số lên đến hơn 160.000 người. Thành phố này nằm trên phần phía nam của hòn đảo trên bờ biển Địa Trung Hải. Cảng Limassol là một trong những cảng mậu dịch quá cảnh qua Địa Trung Hải bận rộn nhất và đồng thời là hải cảng lớn nhất tại Síp. Thành phố hiện nay cũng đã trở thành một trong những trung tâm du lịch, thương mại và cung cấp dịch vụ quan trọng nhất tại nơi đây. Limassol đã được công ty TripAdvisor xếp hạng vào top những điểm đến du lịch hấp dẫn và có dịch vụ du lịch tốt nhất tại khu vực Nam Âu.

## Khí hậu
| Dữ liệu khí hậu của Limassol (1991–2005) | Dữ liệu khí hậu của Limassol (1991–2005) | Dữ liệu khí hậu của Limassol (1991–2005) | Dữ liệu khí hậu của Limassol (1991–2005) | Dữ liệu khí hậu của Limassol (1991–2005) | Dữ liệu khí hậu của Limassol (1991–2005) | Dữ liệu khí hậu của Limassol (1991–2005) | Dữ liệu khí hậu của Limassol (1991–2005) | Dữ liệu khí hậu của Limassol (1991–2005) | Dữ liệu khí hậu của Limassol (1991–2005) | Dữ liệu khí hậu của Limassol (1991–2005) | Dữ liệu khí hậu của Limassol (1991–2005) | Dữ liệu khí hậu của Limassol (1991–2005) | Dữ liệu khí hậu của Limassol (1991–2005) |
| Tháng                                    | 1                                        | 2                                        | 3                                        | 4                                        | 5                                        | 6                                        | 7                                        | 8                                        | 9                                        | 10                                       | 11                                       | 12                                       | Năm                                      |
| ---------------------------------------- | ---------------------------------------- | ---------------------------------------- | ---------------------------------------- | ---------------------------------------- | ---------------------------------------- | ---------------------------------------- | ---------------------------------------- | ---------------------------------------- | ---------------------------------------- | ---------------------------------------- | ---------------------------------------- | ---------------------------------------- | ---------------------------------------- |
| Cao kỉ lục °C (°F)                       | 23.3 (73.9)                              | 24.4 (75.9)                              | 29.0 (84.2)                              | 33.6 (92.5)                              | 38.6 (101.5)                             | 40.3 (104.5)                             | 38.8 (101.8)                             | 40.2 (104.4)                             | 39.3 (102.7)                             | 35.6 (96.1)                              | 32.5 (90.5)                              | 24.6 (76.3)                              | 40.3 (104.5)                             |
| Trung bình ngày tối đa °C (°F)           | 17.6 (63.7)                              | 17.8 (64.0)                              | 20.0 (68.0)                              | 22.9 (73.2)                              | 26.9 (80.4)                              | 30.8 (87.4)                              | 33.2 (91.8)                              | 33.3 (91.9)                              | 31.3 (88.3)                              | 28.6 (83.5)                              | 23.5 (74.3)                              | 18.9 (66.0)                              | 25.4 (77.7)                              |
| Trung bình ngày °C (°F)                  | 13.2 (55.8)                              | 13.1 (55.6)                              | 15.2 (59.4)                              | 18.0 (64.4)                              | 21.8 (71.2)                              | 25.5 (77.9)                              | 27.8 (82.0)                              | 28.0 (82.4)                              | 26.0 (78.8)                              | 23.2 (73.8)                              | 18.5 (65.3)                              | 14.5 (58.1)                              | 20.4 (68.7)                              |
| Tối thiểu trung bình ngày °C (°F)        | 8.8 (47.8)                               | 8.5 (47.3)                               | 10.4 (50.7)                              | 13.1 (55.6)                              | 16.7 (62.1)                              | 20.1 (68.2)                              | 22.4 (72.3)                              | 22.7 (72.9)                              | 20.6 (69.1)                              | 17.7 (63.9)                              | 13.5 (56.3)                              | 10.1 (50.2)                              | 15.4 (59.7)                              |
| Thấp kỉ lục °C (°F)                      | 2.1 (35.8)                               | −1.0 (30.2)                              | 3.4 (38.1)                               | 5.0 (41.0)                               | 11.1 (52.0)                              | 13.9 (57.0)                              | 19.0 (66.2)                              | 18.9 (66.0)                              | 13.8 (56.8)                              | 8.8 (47.8)                               | 3.8 (38.8)                               | 0.5 (32.9)                               | −1.0 (30.2)                              |
| Lượng Giáng thủy trung bình mm (inches)  | 86.7 (3.41)                              | 66.9 (2.63)                              | 35.8 (1.41)                              | 18.4 (0.72)                              | 5.1 (0.20)                               | 1.4 (0.06)                               | 0.0 (0.0)                                | 0.0 (0.0)                                | 2.9 (0.11)                               | 13.1 (0.52)                              | 77.5 (3.05)                              | 99.7 (3.93)                              | 407.5 (16.04)                            |
| Số ngày giáng thủy trung bình (≥ 0.2 mm) | 12.0                                     | 9.7                                      | 7.9                                      | 5.6                                      | 2.1                                      | 0.4                                      | 0.0                                      | 0.0                                      | 0.4                                      | 3.2                                      | 7.1                                      | 10.8                                     | 59.1                                     |
| Độ ẩm tương đối trung bình (%)           | 60                                       | 58                                       | 55                                       | 58                                       | 55                                       | 57                                       | 57                                       | 57                                       | 55                                       | 52                                       | 56                                       | 60                                       | 57                                       |
| Nguồn: Meteorological Service (Cyprus)   |                                          |                                          |                                          |                                          |                                          |                                          |                                          |                                          |                                          |                                          |                                          |                                          |                                          |